# 兽首玛瑙杯
兽首玛瑙杯，1970年于陕西省西安市何家村唐代窖藏出土的一件玛瑙酒具，高6.5厘米，长15.6厘米，口径5.9厘米，现藏于陕西历史博物馆，是唐代的一件俏色玉雕精品。2002年被列入中华人民共和国禁止出国(境)展览文物名单。

## 材质外形
兽首玛瑙杯的主体材质为一整块条纹状的绛红色玛瑙，有淡红夹淡白的色带。杯口近圆形，口沿外有两条圆凸弦；下部为兽首形，兽首上有两只弯曲的羚羊角，面部却更像是牛的面部。兽首的口鼻处为用黄金制作的帽塞，帽塞可以卸下来，帽塞卸下为流，整个酒杯将成漏斗状。

## 历史背景
兽首玛瑙杯具有明显的异域风格，它在器形上属于起源于西方的“来通”造型，这种酒具造型源于希腊，在中亚、西亚，尤其是萨珊波斯十分常见。《旧唐书》中有“开元十六年，大康国献兽首玛瑙杯”的记载，因此该玛瑙杯不排除为外国进献的礼品，或是西域商人带入中土后流转到窖藏主人手中，或是唐朝匠人根据西域风格仿造而成的。